# Owingsville (Kentucky)
Owingsville – miasto w Stanach Zjednoczonych, w stanie Kentucky, w hrabstwie Bath. Zamieszkane przez 1488 ludzi (2000).